# Nymphidium mantus
Nymphidium mantus är en fjärilsart som beskrevs av Pieter Cramer 1775. Nymphidium mantus ingår i släktet Nymphidium och familjen Riodinidae. Inga underarter finns listade i Catalogue of Life.

## Bildgalleri

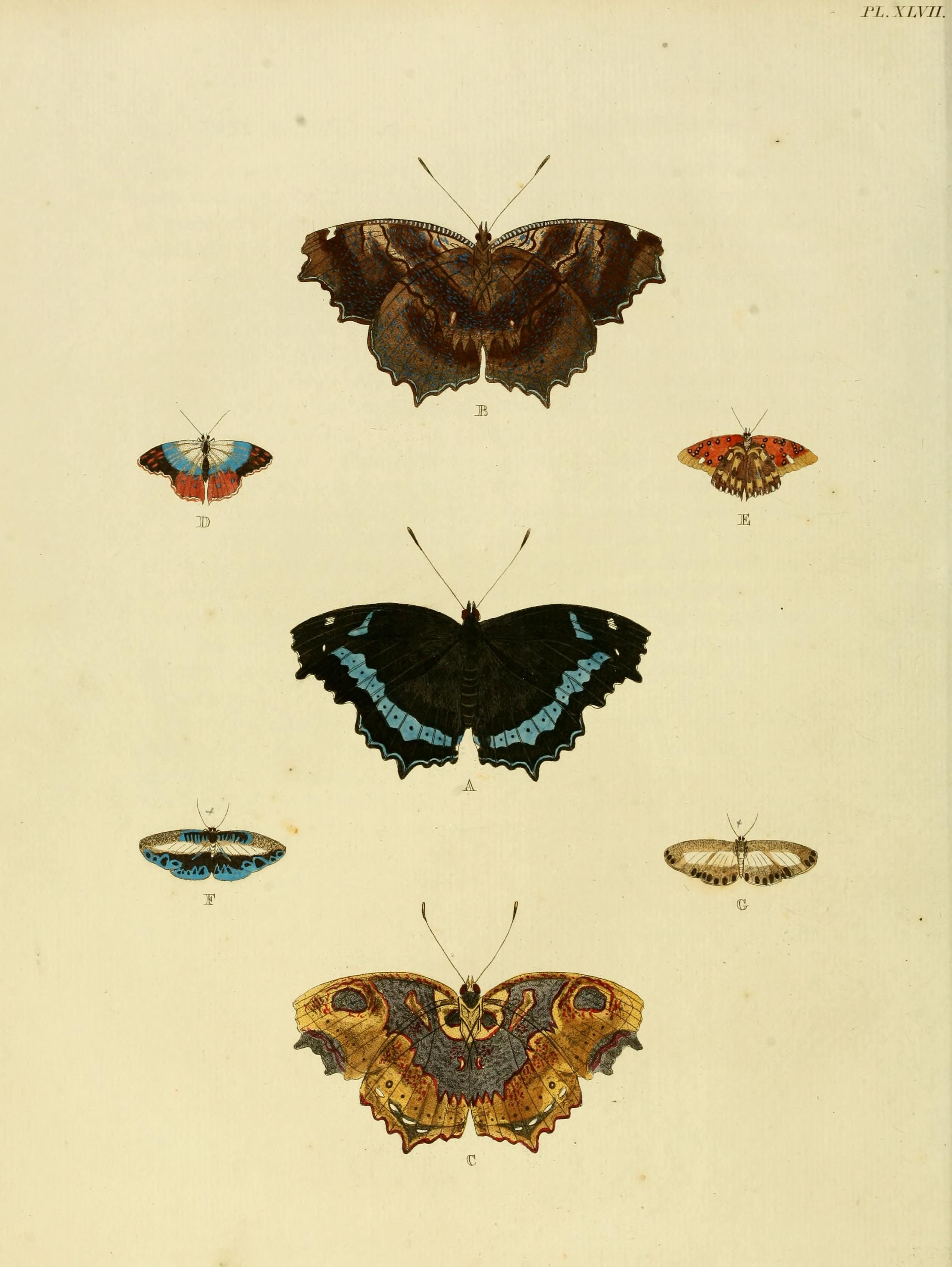
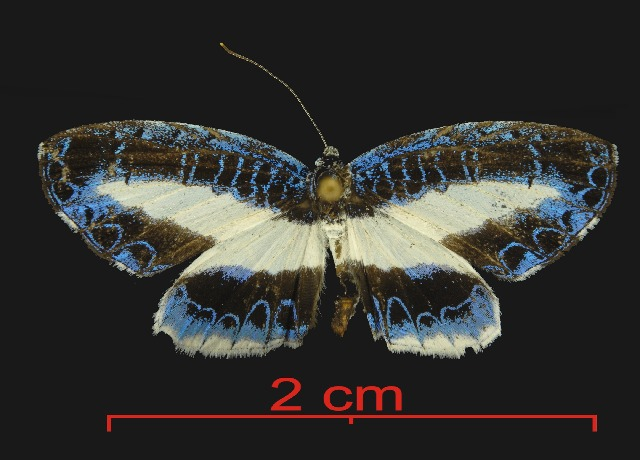